# Schleptruper Egge
Die Schleptruper Egge ist eine 146,9 m ü. NHN hohe Erhebung im Bramscher Ortsteil Schleptrup als Teil des Wiehengebirges.

## Lage
Im Norden befinden sich das Große Moor auf einer Höhe von etwa 47 m ü. NHN, der im frühen 20. Jahrhundert errichtete Mittellandkanal sowie der Bramscher Ortsteil Kalkriese. Unmittelbar östlich der Schleptruper Egge verläuft die Bundesautobahn 1, genannt Hansalinie.
Auf dem Gipfel der Schleptruper Egge steht der Mast des NDR-Senders Osnabrück-Engter.

## Penter Egge
Der westliche spornartige Ausläufer der Schleptruper Egge jenseits der autobahnähnlich ausgebauten Bundesstraße 68 wird auch Penter Egge genannt (⊙). Deren westlichste Ausläufer berühren den Stichkanal Osnabrück und das Hasetal. Sie gelten je nah Definition als westlichster Abschluss des Wiehengebirges; anderen gilt die Larberger Egge als westlicher Abschluss des Hauptkamms.

## Schager Egge
Noch westlicher als die Penter Egge liegt die Schager Egge, benannt nach der Ortschaft Schagen, die an deren Westende liegt und die bis zu 96 Meter hoch ist. Eigentümlicherweise liegt die Schager Egge der Ortschaft Pente deutlich näher als die Penter Egge.

## Tourismus
Über die Schleptruper Egge verlaufen die Fernwanderwege Hünenweg des Wiehengebirgsverbandes Weser-Ems, der von Osnabrück nach Papenburg führt, der Birkenweg, der Mühlenweg am Wiehengebirge und der Bersenbrücker Landweg.